# 福岡県立福岡講倫館高等学校
福岡県立福岡講倫館高等学校（ふくおかけんりつ ふくおかこうりんかんこうとうがっこう）は、福岡県福岡市早良区有田三丁目に位置する公立高等学校。
近年福岡県内の総合学科の学校として受験生に人気の学校であり、平成21年度の最終実質倍率は2倍を超えるほどであった。

## 沿革

### 年表
- 1925年（大正14年）6月1日 - 早良郡姪浜町外9ヶ村の組合立福岡県早良高等女学校として設立。
- 1927年（昭和2年）4月1日 - 学校教育開始。
- 1938年（昭和13年）9月1日 - 福岡県西福岡高等女学校に改称。
- 1948年（昭和23年）4月1日 - 福岡県立西福岡高等学校に改称。
- 1949年（昭和24年）4月 - 学制改革により男女共学化。
- 1950年（昭和25年）4月 - 被服科を新設。
- 1953年（昭和28年）5月 - 金武村（現・福岡市）内に定時制の金武分校を設置。校舎は早良郡入部村金武村田隈村組合立北中学校（現・福岡市立金武中学校）と共用。
- 1960年（昭和35年）4月 - 金武分校廃止。商業科を新設。
- 1991年（平成3年）4月 - 生活情報科、情報処理科を新設。
- 2005年（平成17年）4月1日 - 学科を総合学科に改組し、福岡県立福岡講倫館高等学校に改称。
- 2006年（平成18年）11月 - 芸術館竣工。
- 2007年（平成19年）8月 - 家庭・福祉館大規模改造竣工。
- 2008年（平成20年）9月 - 情報館大規模改造竣工。
- 2010年（平成22年）12月 - 新西館竣工。

## 教育組織
- 総合学科
  - 人文科学系列
  - 自然科学系列
  - 情報系列
  - ビジネス系列
  - 生活教養系列
  - 福祉サービス系列
  - 芸術系列

## 教育方針

### 校訓
未来を思い努力を惜しまず時代の先駆者(パイオニア)となれ
- 質実剛健
- 切磋琢磨
- 進取創造

### 校歌
- 校歌: 『Seize the wind』（作詞・作曲: 桑江知子）

## 通学手段など
- 最寄り鉄道駅など:
  - 鉄道: 福岡市地下鉄七隈線次郎丸駅
  - バス: 西鉄バス講倫館高校前バス停
    - 西福岡高校時代は西高下というバス停名であり、始発・終着地として転回場（折り返し施設）も設置していたが、バス停名変更や転回場廃止もあって、2016年現在当バス停を始発・終点とする便は存在しない。

## 事故
2018年9月8日に体育祭を開催中、正午以降に体調不良を訴える生徒が続出し、生徒36人が過呼吸や低体温症で病院に救急搬送された。当日は雨天であったため短縮した日程で開催していたが、気温が平年を大きく下回る21.9℃に低下していた。

## 著名な出身者
- 桑江知子（歌手）
- 浜崎博嗣（アニメ監督・映画監督）
- 冨永ボンド（画家・現代アート作家）
- 松元絵里花（モデル）
- 今田美桜（女優）